# Jaibas rellenas
Las jaibas rellenas son un plato típico de la gastronomía del golfo de México, particularmente Tamaulipas y el norte y centro del estado de Veracruz. Se elabora con jaibas (Callinectes sapidus), un tipo de cangrejo de color azul.
Este plato probablemente reciba influencia de las nécoras rellenas, un platillo típico del norte de España que consiste en el mismo procedimiento, solo que en vez de jaibas, se usan nécoras, unos cangrejos típicos de allí. La salsa veracruzana también recibe una notable influencia española, sobre todo por sus ingredientes.

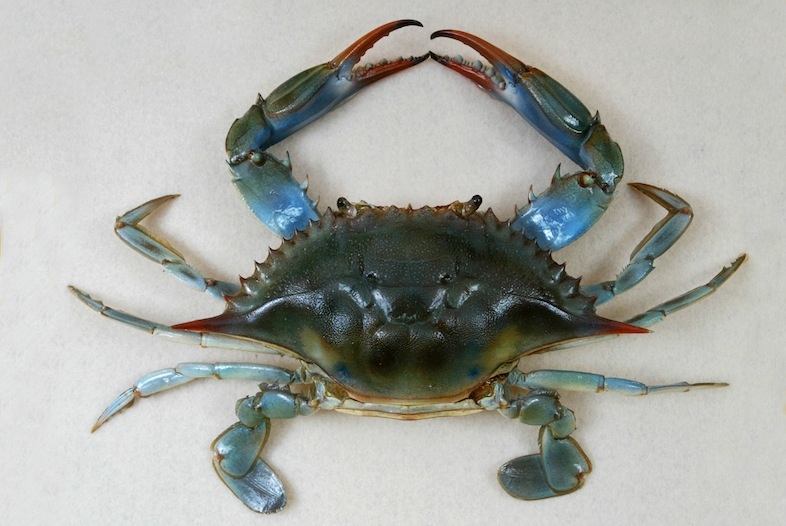
Jaiba (Callinectes sapidus).

## Preparación
A la hora de comprar las jaibas, se le pide al pescadero que nos deje el caparazón del animal, pues será eso lo que se rellene. Estos caparazones se cuecen en agua hirviendo hasta que cambien de color a un anaranjado brillante.
Por otro lado, se prepara en un sartén la carne de la jaiba junto con una salsa veracruzana, que lleva jitomate, ajo, chile, cebolla, aceitunas, alcaparras... Cuando se menciona un plato «a la veracruzana», se está haciendo referencia a esta salsa, que es un clásico en la gastronomía veracruzana. Es opcional, pero muy recomendable, aromatizar con vino blanco.
Con la carne de jaiba a la veracruzana, se rellenan los caparazones, y todo se empaniza, con huevo y pan molido. Generalmente se hornean, aunque también es común freírlas.
Existen versiones de esta receta que incluyen leche de coco y coco rallado.